# Gare de Lyon-Brotteaux
Pour les articles homonymes, voir Gare de Lyon et Brotteaux.
La gare de Lyon-Brotteaux est une ancienne gare ferroviaire française située dans le 6e arrondissement de Lyon.  
Ouverte en 1859 et nommée d'après le quartier des Brotteaux, elle est alors le terminus de la ligne entre Genève et Lyon. À partir de 1890, elle est reliée à la ligne vers Paris. Elle est restructurée en 1905 avec l'édification de l'actuel bâtiment voyageur. Sa position de gare passante sur l'axe PLM en fait alors une importante gare lyonnaise aux côtés de Lyon-Perrache. Si elle accueille en 1981 les premiers TGV, cette situation n'est que provisoire : jugée trop petite et inadaptée, Lyon-Brotteaux est définitivement fermée le 13 juin 1983 au profit de la nouvelle gare de Lyon-Part-Dieu située quelques centaines de mètres plus au sud.
Le bâtiment a fait l’objet d’un classement au titre des monuments historiques depuis le 7 mai 1982. Cette protection concerne l’ensemble des façades et toitures, ainsi que la salle des pas perdus et ses décorations.

## Situation ferroviaire
Établie à 173 mètres d'altitude, la gare fermée de Lyon-Brotteaux est située au point kilométrique (PK) 5,770 de la Ligne de Lyon-Perrache à Genève (frontière), entre la gare de Lyon-Part-Dieu et la gare de Lyon-Saint-Clair. Elle est également située au PK 507,192 de la ligne de Collonges - Fontaines à Lyon-Guillotière.

## Historique

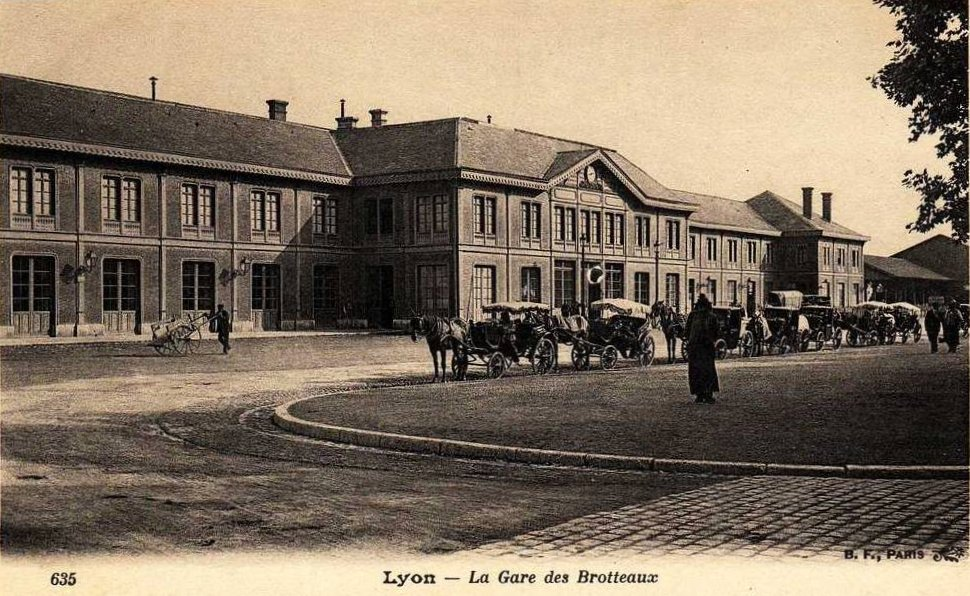
La première gare des Brotteaux (1859 – 1908)

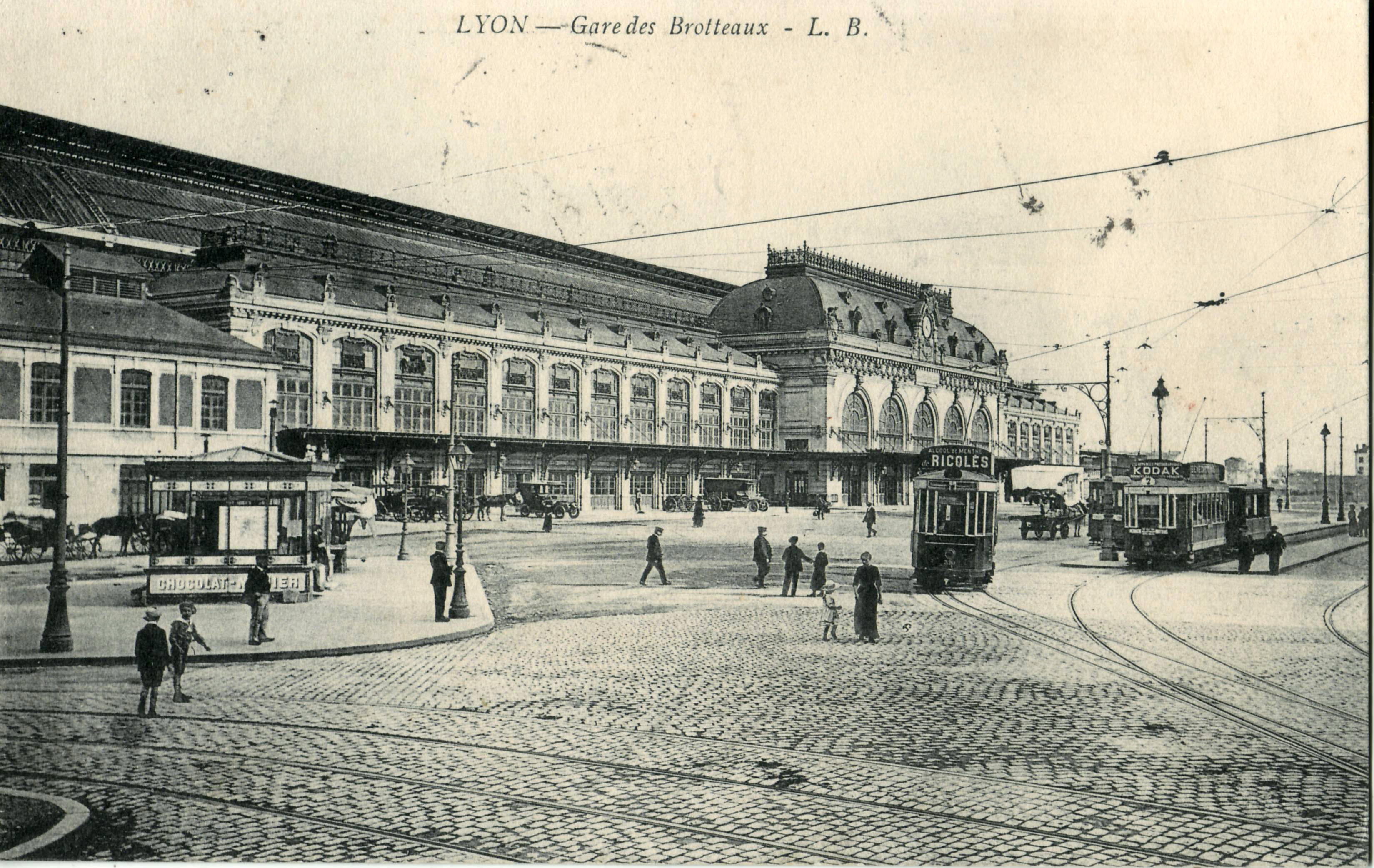
La seconde gare des Brotteaux, à l'époque des tramways de l'OTL

En 1858, la Compagnie Paris-Lyon-Méditerranée (PLM) construit la gare-terminus de sa ligne Lyon - Genève. Ouverte le 1er juin 1859, elle est raccordée à la gare de Lyon-Perrache dès le 24 novembre de la même année.
Située dans le glacis intérieur du fort des Brotteaux (à l'emplacement de l'actuelle rue Waldeck-Rousseau entre la rue de Sèze et la rue Cuvier), cette gare est d'abord construite en bois afin de pouvoir être démontée rapidement en cas de conflit.
La loi du 21 août 1884 déclasse le fort des Brotteaux. De longs pourparlers commencent alors entre la ville et la compagnie PLM en vue de construire une nouvelle gare légèrement plus au sud-est à l'emplacement du fort. La ligne est rectifiée et surélevée afin de ne plus gêner la circulation. Commencés en 1904, les travaux sont terminés en 1908 et en avril de cette année l'ancienne gare est détruite.
Le destin de la gare bascule avec la construction du TGV Sud-Est. Lyon-Brotteaux est en effet inadaptée au trafic attendu et ses quais sont trop courts pour accueillir des rames doubles. Par conséquent la SNCF décide de la remplacer par la gare de Lyon-Part-Dieu, située 700 m plus au sud à l'emplacement de la gare de marchandises du même nom. La gare des Brotteaux est fermée au public le 13 juin 1983, la gare de la Part-Dieu étant inaugurée le même jour. La marquise est démontée en 1985 à la suite du déclassement de l'édifice par la SNCF. Depuis cette date, les trains traversent toujours quotidiennement l'ancienne gare dont seuls les quais demeurent visibles.

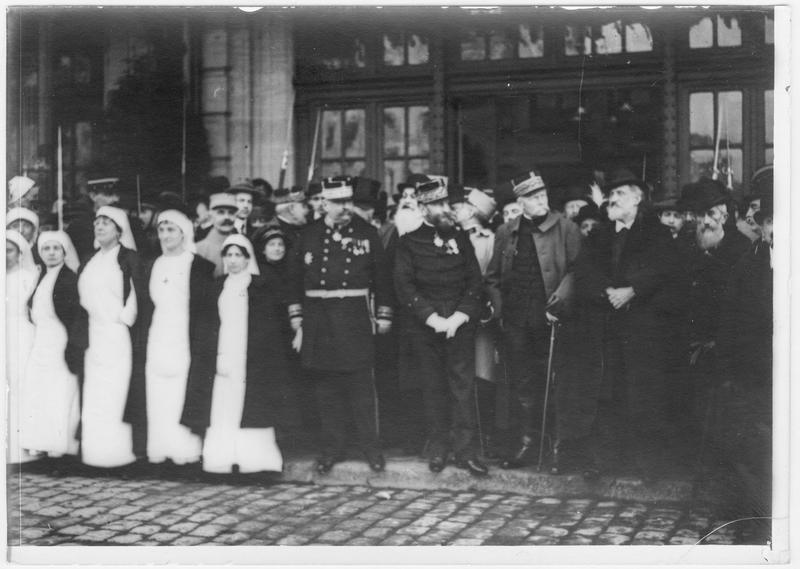
En 1915 les blessés accueillis par le général Meunier, gouverneur militaire.
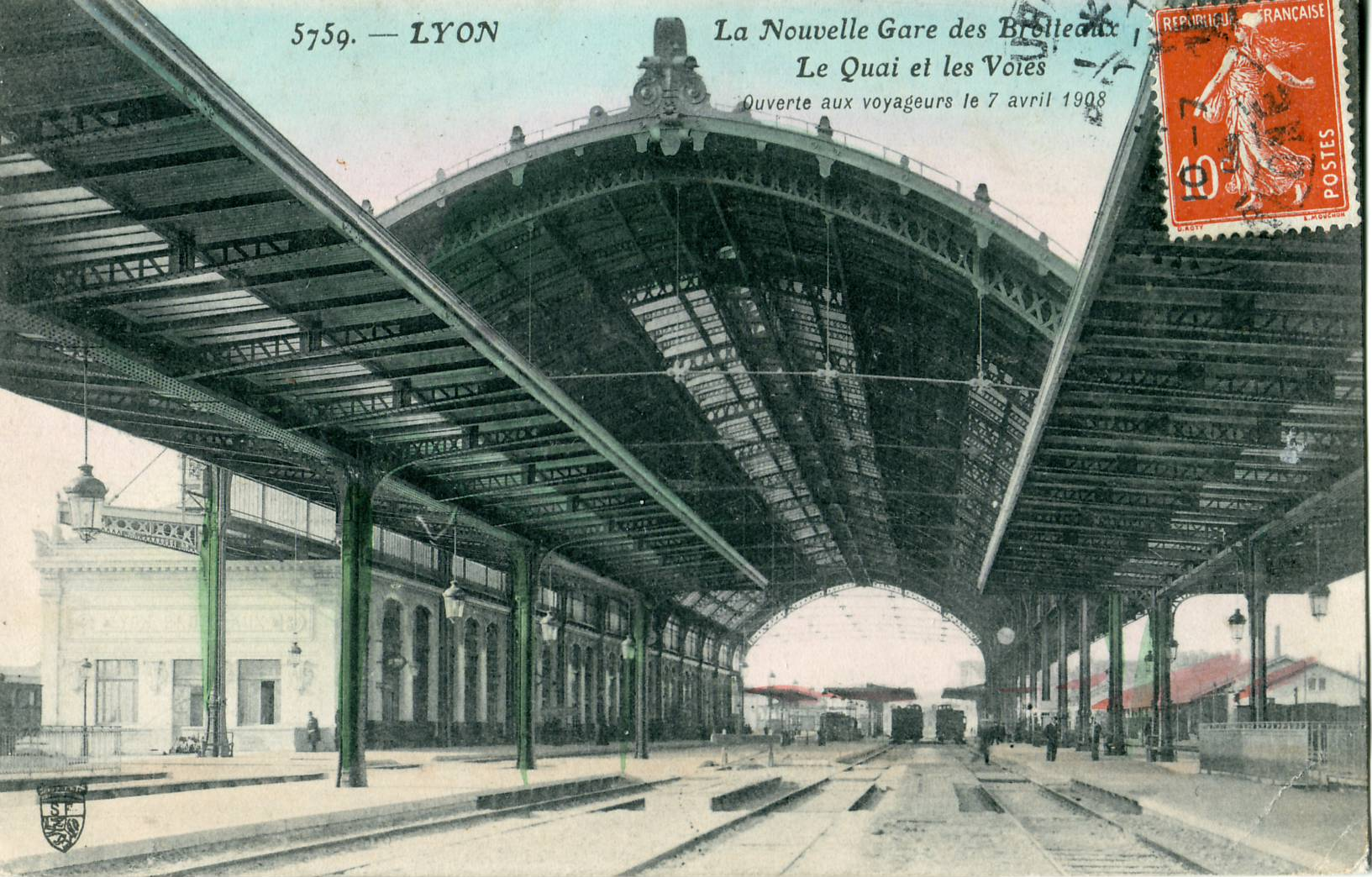
Vue intérieure de la gare, montrant la marquise, démontée en 1985
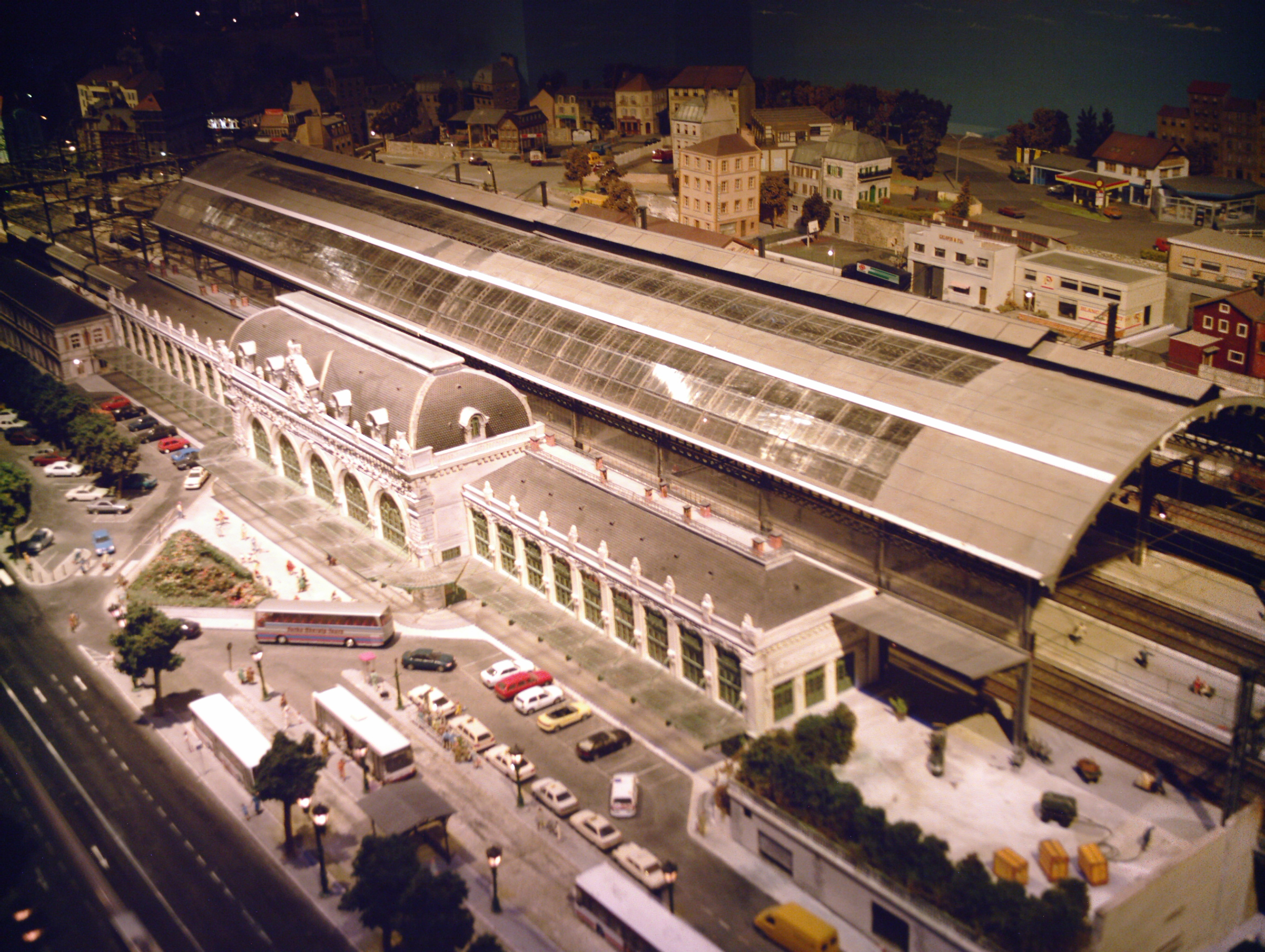
Reconstitution au musée du train miniature, de la gare des Brotteaux au moment de sa fermeture

## La gare aujourd'hui
De 2002 à 2006, sept entreprises ont travaillé sur ce monument témoin du passé pour lui redonner sa beauté d'antan. Aujourd'hui, ses locaux hébergent en son centre les bureaux de représentation de la maison de ventes aux enchères Aguttes ainsi qu'une brasserie, un commerce d'objets religieux, des cabinets d'avocats et d'architectes et une société de conseil en ingénierie.
Ce site est desservi par la station de métro Brotteaux.

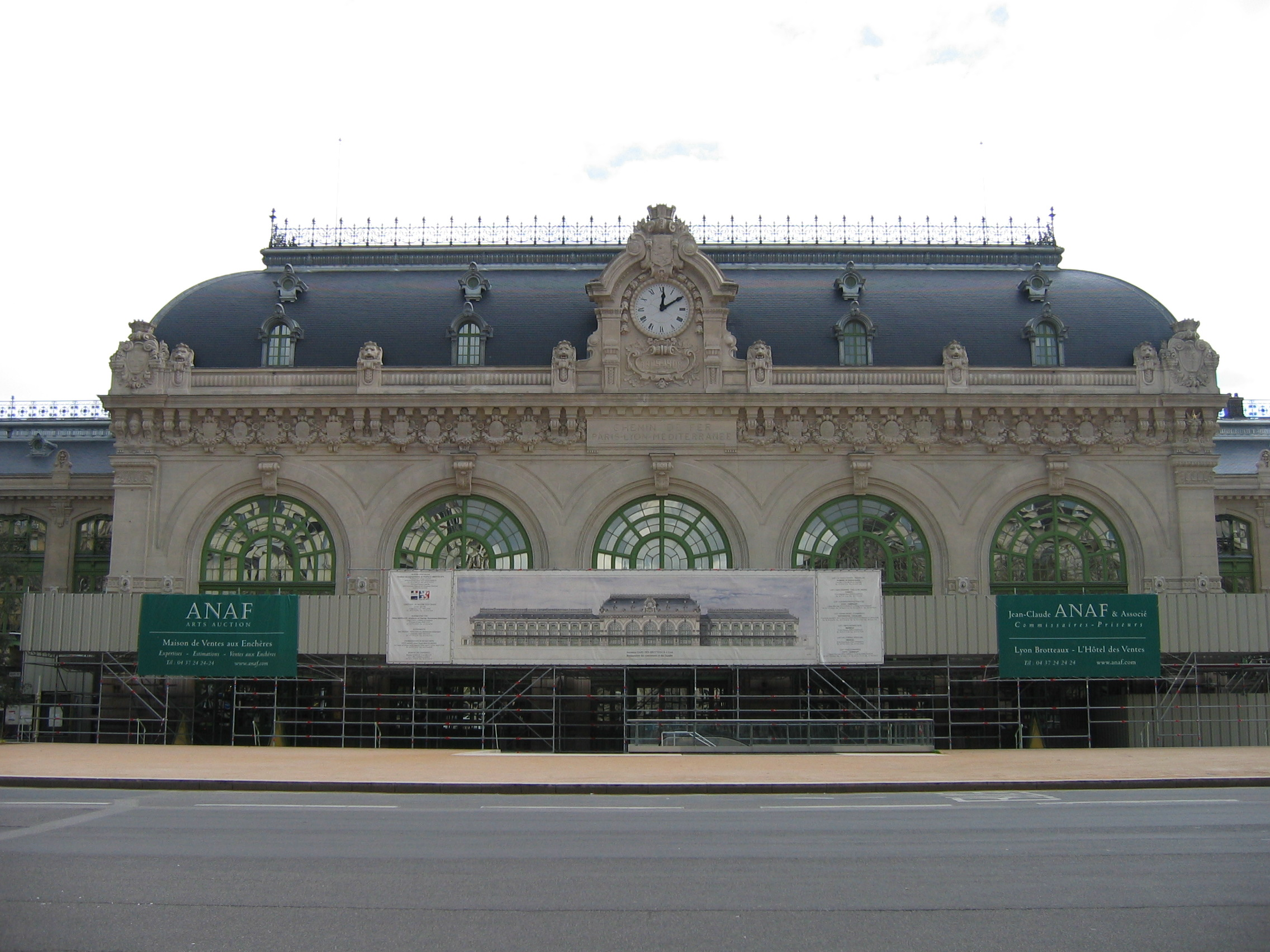
Façade de la Gare des Brotteaux pendant les travaux
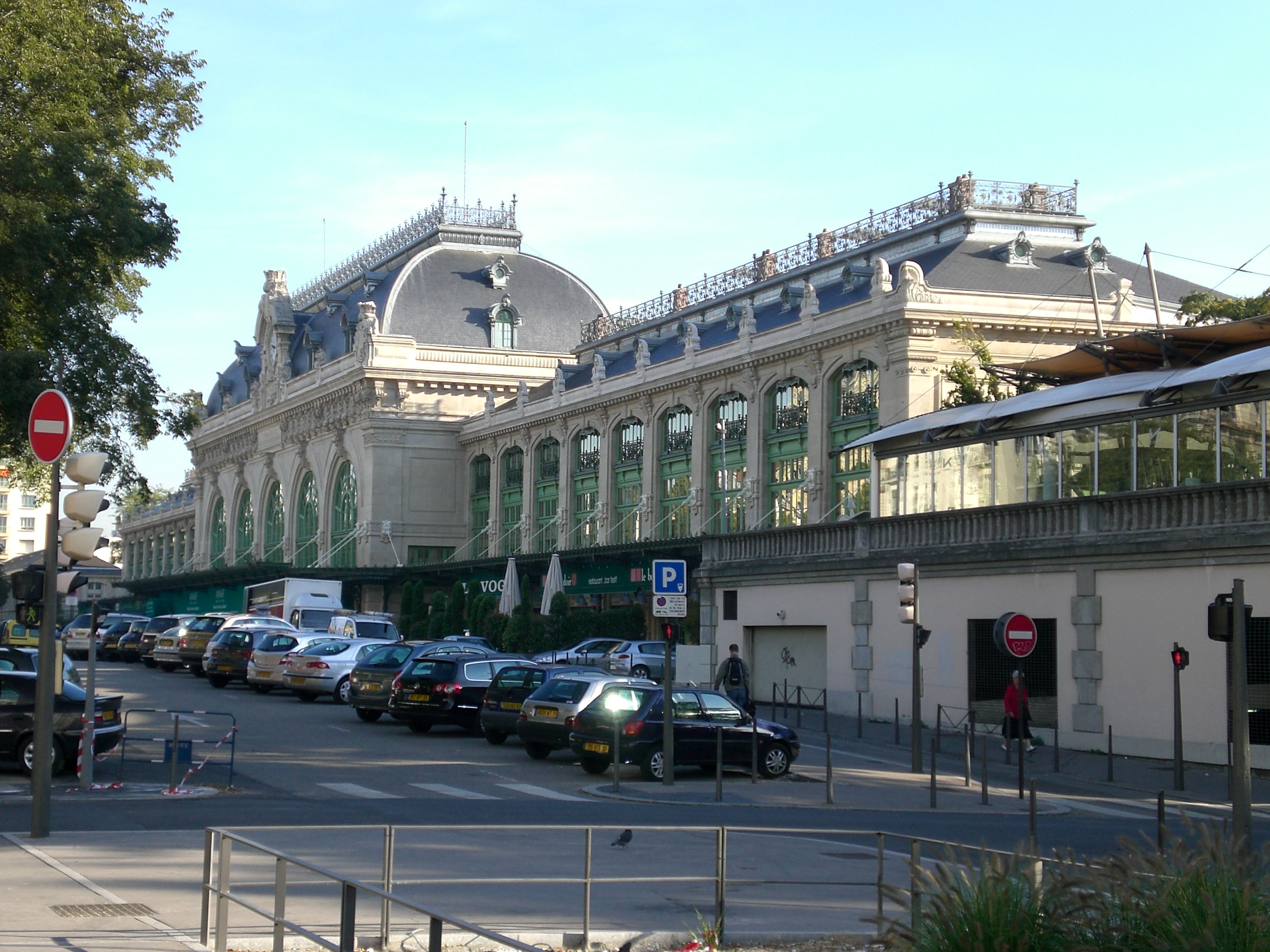
La Gare vue depuis la rue Vauban
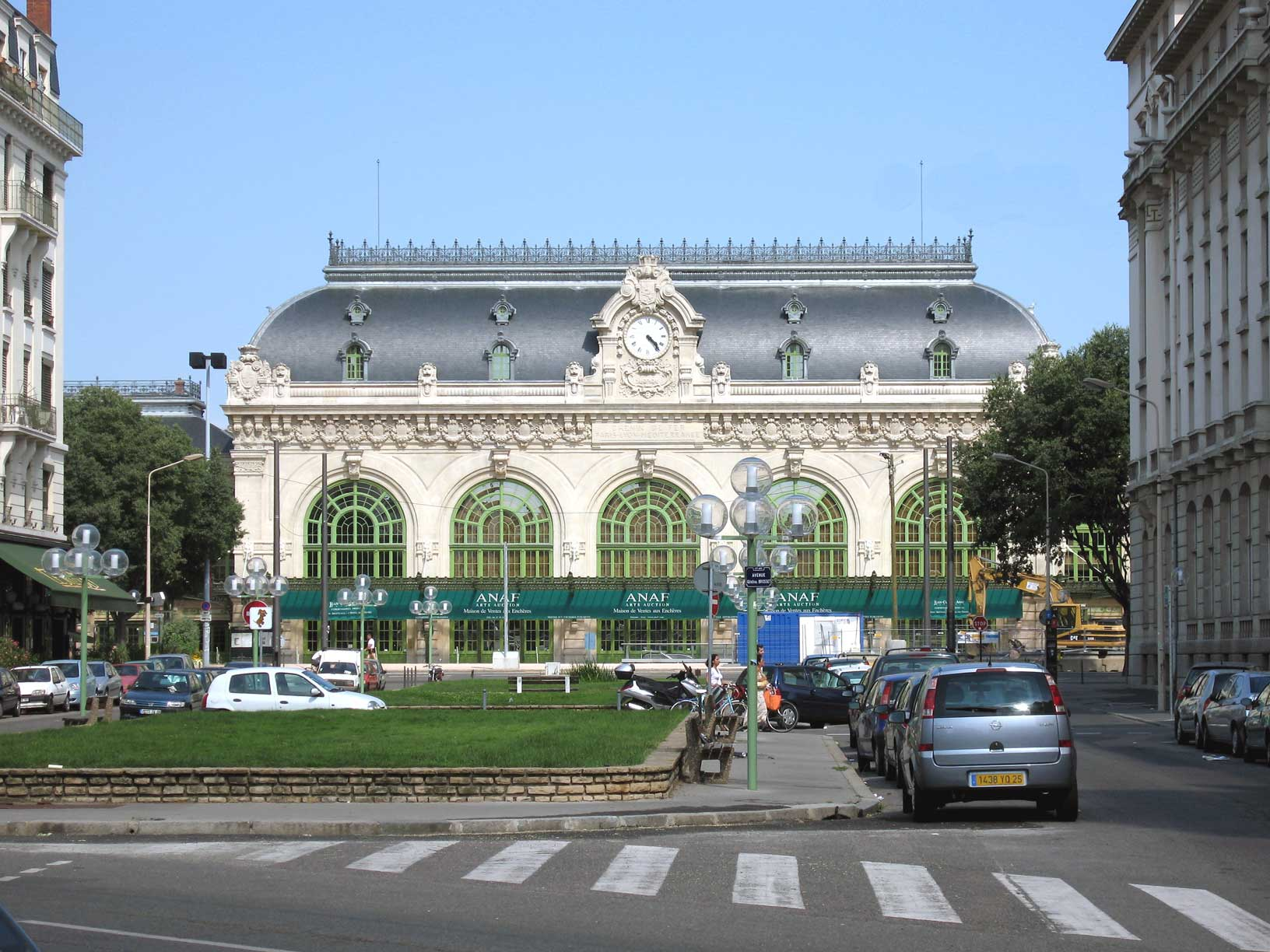
Perspective de la partie centrale vue depuis l'avenue Général Brosset
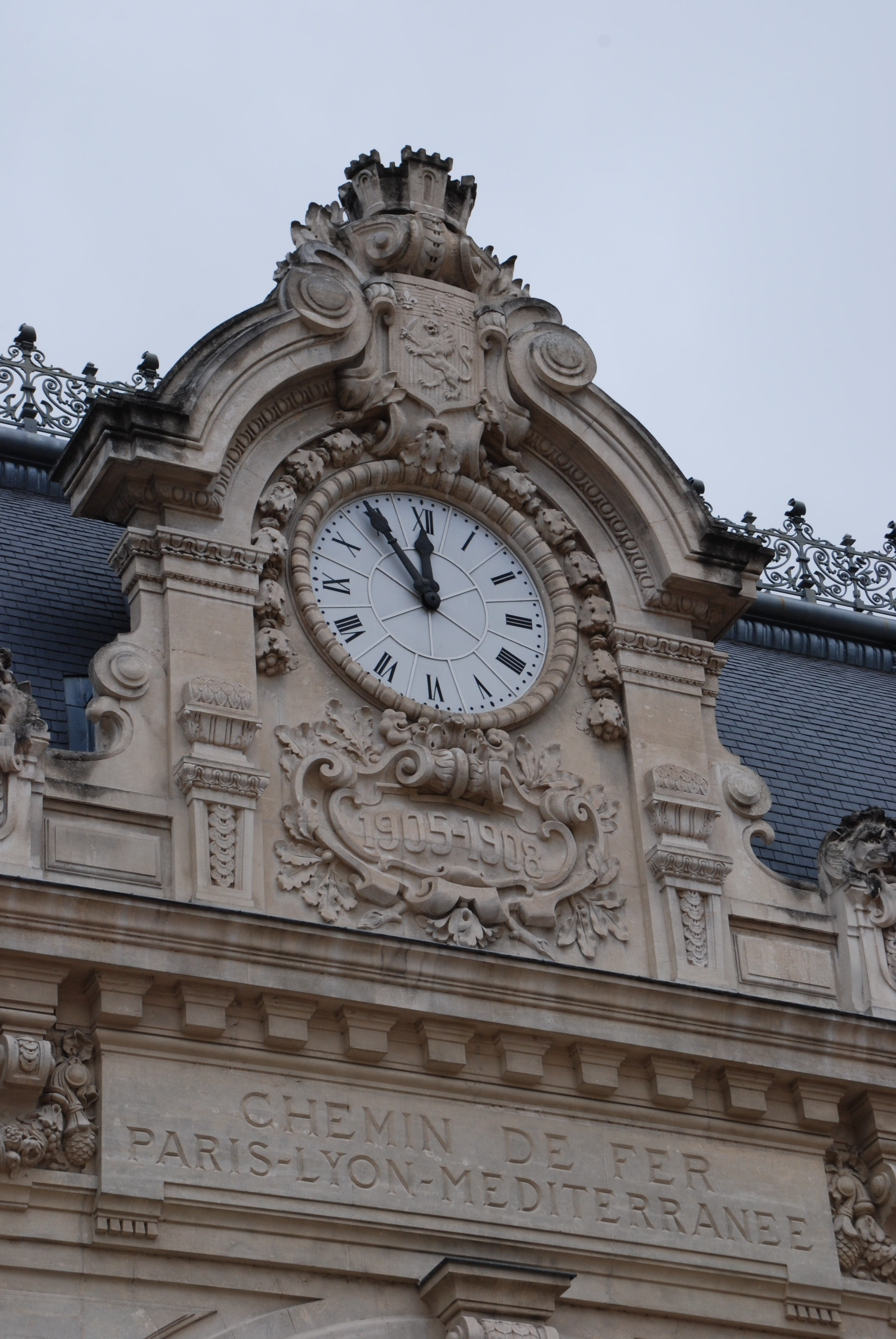
Vue de l'enseigne sur le fronton de la gare